# سونورا (آرکانزاس)
سونورا (به انگلیسی: Sonora) یک منطقهٔ مسکونی در ایالات متحده آمریکا است که در شهرستان واشینگتن، آرکانزاس واقع شده‌است. سونورا ۲۹۹ متر بالاتر از سطح دریا واقع شده‌است.